# Kompar
Der Kompar ist ein 2011 m ü. A. hoher Berg im Karwendel in Tirol. Vom Gipfel bieten sich weitläufige Ausblicke auf den Großen Ahornboden, die Gamsjochgruppe, die Falkengruppe und den Vorkarwendel. 
Der Gipfel ist von den Hagelhütten (1077 m ü. A.) im Rißtal über die Hasentalalm oder in einem längeren Rundweg über die Plumsalm (1423 m ü. A.), die Plumsjochhütte und die Südflanke des Satteljochs (1935 m ü. A.) einfach zu erreichen. Von Westen ist eine Besteigung ausgehend von der Kreuzbrücke (992 m ü. A.) über den Grasbergsattel (1540 m ü. A.) und von dort über den nach Osten führenden Grat möglich. Weiters wird der Kompar auch im Zuge des Übergangs von der Tölzer Hütte zur Plumsjochhütte über Fleischbank und Hölzelstaljoch begangen.
Der Kompar ist ein beliebtes Ziel insbesondere im Frühjahr und Herbst, wenn höher gelegene Ziele im Karwendel aufgrund der Schneelage kaum oder nur unter erschwerten Bedingungen erreichbar sind.
Das erste Mal erwähnt wurde der Berg 1500 im Jagdbuch Kaiser Maximilians als Am Hohen Kompaͤr. Es liegt lateinisch campārius ‚zum Feld gehörig‘ zugrunde.